# Ла-Пас (Мехико)
Ла-Пас (исп. La Paz) — город и муниципалитет в Мексике, входит в штат Мехико. Население — 232 546 человек.

## История
Город основан в 1899 году.